# Kismányok
Kismányok là một thị trấn thuộc hạt Tolna, Hungary. Thị trấn này có diện tích 5,43 km², dân số năm 2010 là 359 người, mật độ 66 người/km².